# Volksbank Baden-Baden Rastatt
Die Volksbank Baden-Baden Rastatt eG war eine Genossenschaftsbank mit Sitz in Rastatt und Hauptfilialen in Baden-Baden und Gaggenau. Das Geschäftsgebiet der Volksbank umfasste die nördliche Hälfte des Landkreises Rastatt und den Stadtkreis Baden-Baden.
Im Mai 2021 beschlossen die Mitgliedervertreter der Volksbank Baden-Baden Rastatt, mit der Volksbank Karlsruhe zur Volksbank Karlsruhe Baden-Baden zu fusionieren. Der Zusammenschluss soll bis Juli 2021 vollendet sein. Die Bankleitzahl der Volksbank Baden-Baden Rastatt wird auslaufen.

## Geschichte
Die Bank entstand aus dem 1867 gegründeten Vorschussverein Rastatt. Der Volksbank Rastatt schlossen sich an:
- 1977 Raiffeisenbank Bad Rotenfels
- 1978 Raiffeisenbank Kuppenheim
- 1983 Raiffeisenbank Rastatt

Eine ähnliche Entwicklung nahm die ehemalige Volksbank Baden-Baden. Bis zu ihrer Verschmelzung mit der Volksbank Rastatt im Jahre 1989 nahm sie folgende Partner auf:
- 1923 Kreditverein Oos
- 1972 Volksbank Gernsbach
- 1982 Raiffeisenbank Varnhalt
- 1985 Spar- und Kreditbank Neuweier.

Am 13. April 1992 beschlossen die Mitglieder der Raiffeisenbank Sandweier, sich der Volksbank Baden-Baden Rastatt eG anzuschließen.

## Verbundpartner
- Bausparkasse Schwäbisch Hall
- DZ Hyp
- DZ-Bank
- easyCredit
- R+V Versicherung
- Union Investment
- VR Leasing

## Volksbank-Stiftung
Zum 125-jährigen Bestehen der Volksbank Baden-Baden Rastatt eG wurde 1992 die gemeinnützige Volksbank-Stiftung für Kunst, Kultur, Sport, Umwelt und Soziales gegründet. Die Stiftung fördert und unterstützt mit finanziellen Mitteln die Einwohnerschaft sowie gemeinnützige und mildtätige Organisationen im Geschäftsgebiet ihrer Zwecke. Jahr für Jahr fließen auf diese Weise Finanzmittel in die Förderung gemeinnütziger Projekte aus den Bereichen Kunst, Kultur, Sport, Umwelt und Soziales im Landkreis Rastatt sowie im Stadtkreis Baden-Baden.